# Lonerock
Lonerock är en ort i Gilliam County i Oregon. Vid 2010 års folkräkning hade Lonerock 21 invånare.